# Didi Costine
Adriana „Didi“ Costine (* 15. Juni 2004 in College Station, Texas) ist eine US-amerikanische Filmschauspielerin und Kinderdarstellerin.

## Leben und Karriere
Didi Costine wurde in College Station, Texas geboren. Ihre Eltern sind Dustan und Laura Costine und ebenfalls Schauspieler. Ihr Vater stammt ursprünglich aus Texas und ihre Mutter aus der Dominikanischen Republik.
Im Jahr 2015 war sie im Film Daddy's Home – Ein Vater zu viel zu sehen und wurde dort durch ihre Rolle der breiten Öffentlichkeit bekannt. Zudem hatte sie noch einige andere Rollen in verschiedenen Filmen und Serien.
Sie lebt in Los Angeles, Kalifornien.

## Filmografie (Auswahl)
- 2014: Der Prinz – Nur Gott vergibt (The Prince – Only God forgives)
- 2015: Daddy's Home – Ein Vater zu viel (Daddy's Home)
- 2016: Die Hollars – Eine Wahnsinnsfamilie (The Hollars)
- 2017: Kidnap
- 2017: Daddy’s Home 2 – Mehr Väter, mehr Probleme! (Daddy's Home 2)
- 2018: Blaze